# Igrofaneità
Il termine igrofaneità si riferisce alla proprietà di un fungo di essere igrofano (dal greco hygrós = umido, acquoso, e faìno = faccio apparire), ovvero di poter cambiare colore quando assorbe o perde umidità, in particolare sulla superficie del cappello o pileipellis, che può anche diventare più trasparente quando bagnato e più opaco quando asciutto.
L'igrofaneità si manifesta in particolare sulla cuticola del cappello (come già detto) e nella carne dello sporoforo.
Durante l'identificazione di specie di funghi igrofane occorre stare attenti nell'associare fotografie e colori, in quanto il colore di un fungo igrofano può cambiare drasticamente subito dopo la presa dell'immagine.
Generi che sono caratterizzati dalla presenza di specie igrofane includono Agrocybe, Psathyrella, Psilocybe, Panaeolus e Galerina.

## Collegamenti esterni

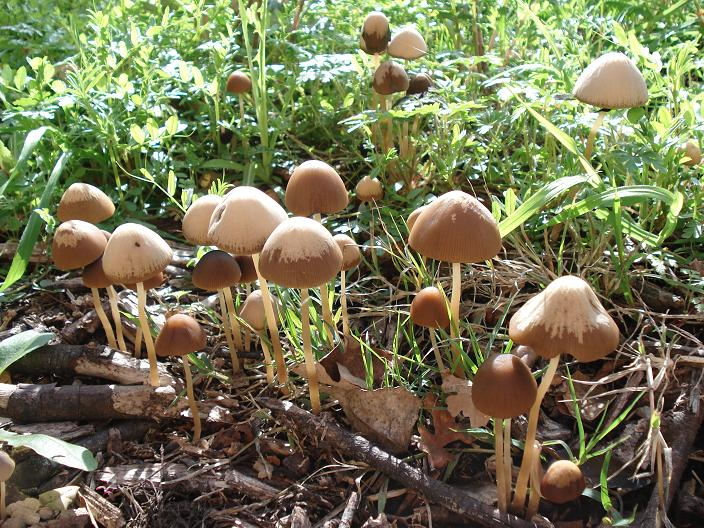
Gruppo di Psathyrella gracilis, alcuni presentano cappelli igrofani.
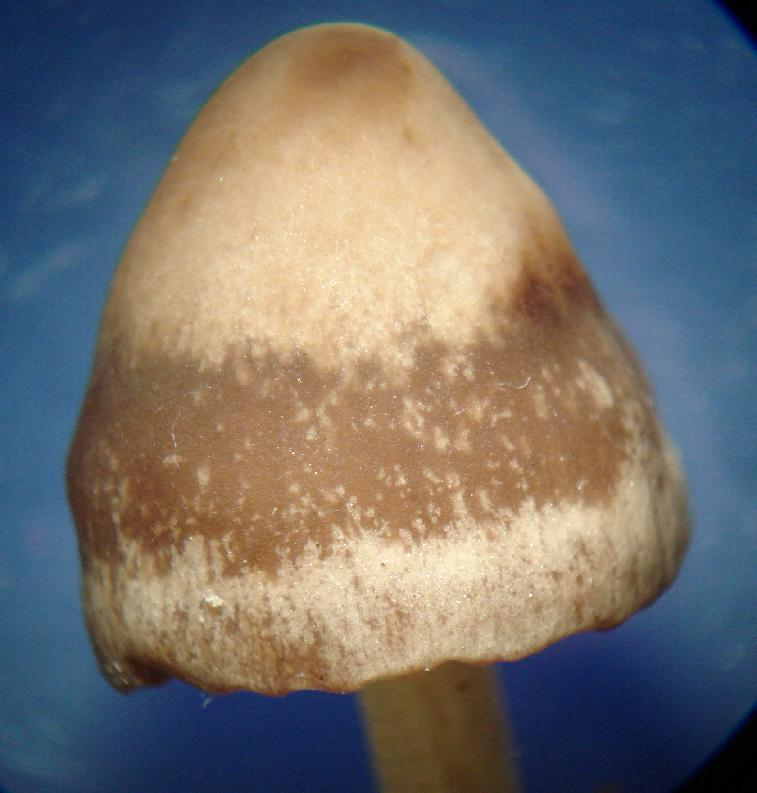
Foto del cappello igrofano di Panaeolina foenisecii